# Ptenochirus wetmorei
Ptenochirus wetmorei is een vleermuis uit het geslacht Ptenochirus die voorkomt op Mindanao (Filipijnen), Borneo, Malakka en Sumatra. Op Mindanao komt de soort voor in primair laaglandregenwoud op 800 tot 1200 m hoogte, maar wordt hij bedreigd door vernietiging van zijn habitat.

## Beschrijving
Deze soort verschilt van andere soorten door het bezit van een stuk witte vacht op de nek. De totale lengte bedraagt 74 tot 81 mm, de staartlengte 3 tot 5 mm, de achtervoetlengte 12 tot 13 mm, de oorlengte 13 tot 15 mm, de voorarmlengte 47 tot 52 mm en het gewicht 16 tot 21 g.